# 希齊納瓦

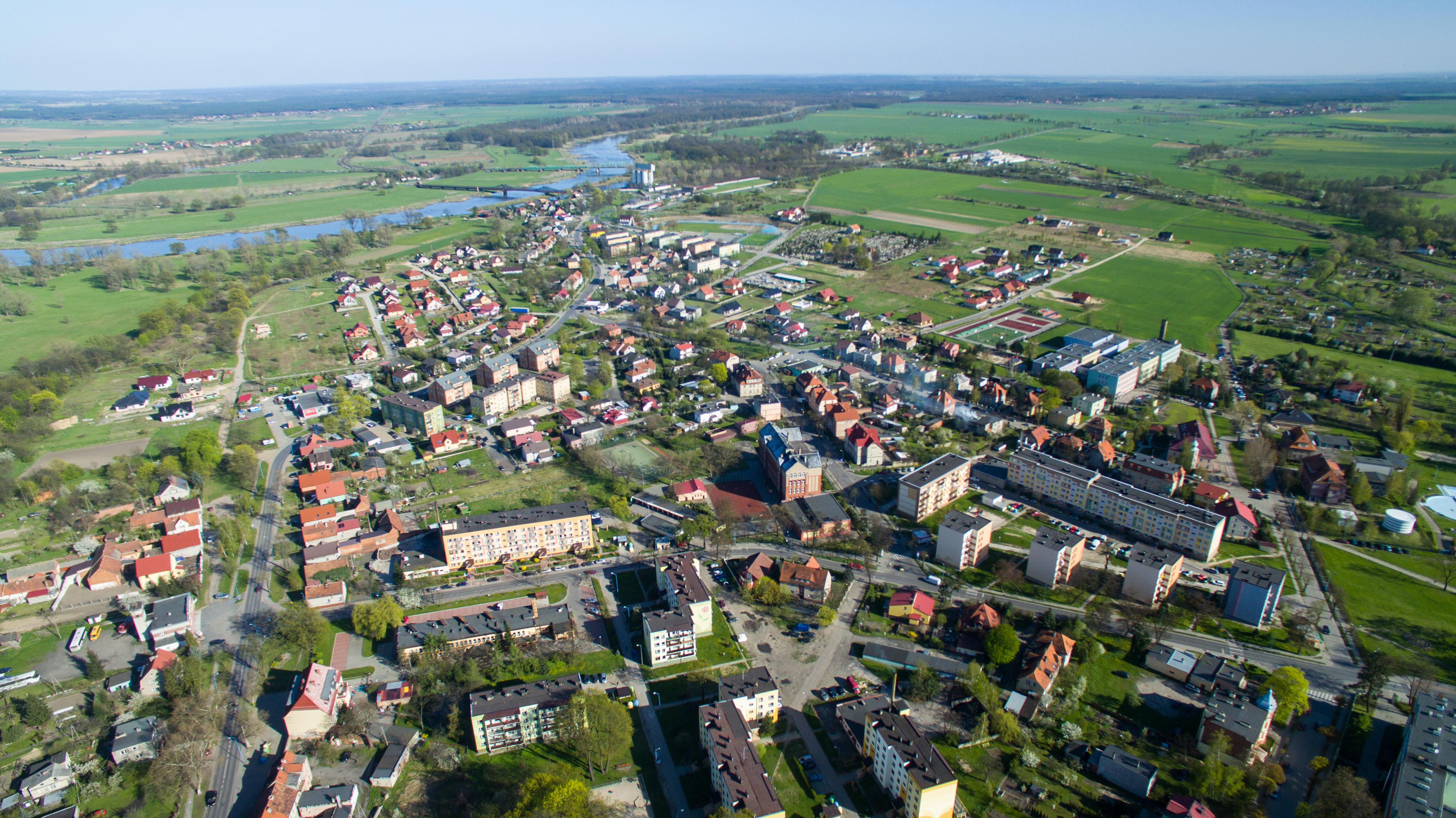

希齊納瓦（波蘭語：Ścinawa）是波蘭西部下西里西亞省的城鎮，位於奧得河畔，是該地區的商業、工業和服務業的中心。面積13.54平方公里，2006年人口5,304。

## 外部連結
- Official Website Of Town and Municipality （页面存档备份，存于）
- Online Service For Ścinawa And Surrounding Areas
- Jewish Community in Ścinawa （页面存档备份，存于） on Virtual Shtetl
- Map From mapa.szukacz.pl （页面存档备份，存于）

51°25′N 16°25′E / 51.417°N 16.417°E